# Bray Wanderers FC
Bray Wanderers FC är en irländsk fotbollsklubb från Bray.

## Placering tidigare säsonger
| Säsong | Nivå | Liga             | Placering | Referens | Kommentar                           |
| ------ | ---- | ---------------- | --------- | -------- | ----------------------------------- |
| 2014   | 1    | Premier Division | 10        | [ 1 ]    |                                     |
| 2015   | 1    | Premier Division | 8         | [ 2 ]    |                                     |
| 2016   | 1    | Premier Division | 6         | [ 3 ]    |                                     |
| 2017   | 1    | Premier Division | 6         | [ 4 ]    |                                     |
| 2018   | 1    | Premier Division | 10        | [ 5 ]    | Nedflyttad till First Division 2019 |
| 2019   | 2    | First Division   | 5         | [ 6 ]    |                                     |
| 2020   | 2    | First Division   | 2         | [ 7 ]    |                                     |
| 2021   | 2    | First Division   | 5         | [ 8 ]    |                                     |
| 2022   | 2    | First Division   | 7         | [ 9 ]    |                                     |
| 2023   | 2    | First Division   | 7         | [ 10 ]   |                                     |
| 2024   | 2    | First Division   | 5         | [ 11 ]   |                                     |

### Fotnoter
1. ↑  2014
2. ↑  2015
3. ↑  2016
4. ↑  2017
5. ↑  2018
6. ↑  2019
7. ↑  2020
8. ↑  2021
9. ↑  2022
10. ↑  http://www.rsssf.com/tablesi/ier2023.html#first
11. ↑  http://www.rsssf.com/tablesi/ier2024.html#first